# أرنولد روث
أرنولد روث (بالإنجليزية: Arnold Roth)‏ هو رسام كارتون أمريكي، ولد في 25 فبراير 1929 في فيلادلفيا في الولايات المتحدة.

## وصلات خارجية
- الموقع الرسمي